# Caledoniscincus terma
Caledoniscincus terma — вид сцинкоподібних ящірок родини сцинкових (Scincidae). Ендемік Нової Каледонії.

## Поширення і екологія
Caledoniscincus terma відомі з типовох місцевості, розташованої в гірському масиві Манджелія на північному сході Нової Каледонії. Вони живуть у вологих гірських тропічних лісах, на висоті від 500 до 760 м над рівнем моря. Ведіть денний, наземний спосіб життя, ховаються в лісовій підстилці, гріються і шукають їжу на сонячних галявинах.